# Elettrondonatore
In chimica, un elettrondonatore è una specie che, nell'ambito di una reazione, può donare un doppietto elettronico ad un'altra specie.  Sono quindi caratterizzati dal possedere coppie elettroniche di valenza che possono partecipare alla reazione formando legami covalenti dativi (base di Lewis) legandosi in genere con specie elettrofile.
Inoltre vengono considerati elettrondonatori tutti quei gruppi sostituenti che possono donare doppietti elettronici alle specie a cui sono legati, portando alla formazione di ibridi di risonanza e quindi contribuendo alla stabilizzazione, ad esempio, di specie cariche positivamente, come un carbocatione.

## Negli idrocarburi aromatici
Data la disponibilità di elettroni, i sostituenti attivanti sono elettrondonatori e per questo aumentano la reattività del benzene monosostituito; i sostituenti attivanti sono gruppi alchilici (o gruppi atomici) con un doppietto elettronico libero sull'atomo direttamente legato all'anello benzenico.